# Kim Robinson-Walcott
Kimberly-Ann Robinson-Walcott là một người Jamaica nhà thơ và biên tập viên của Tạp chí Jamaica. Robinson-Walcott là tác giả của một nghiên cứu về tiểu thuyết gia người Jamaica trắng Anthony Winkler.

## Công trình
- Out of order!: Anthony Winkler and white West Indian writing, 2006